# Grad Erkenštajn
Grad Erkenštajn (nemško Obererckestein) je stal na griču Stari grad v hribovju Jablanice med naseljem Log pri Vrhovem in naseljem Novi Grad v občini Sevnica, od katerega so ostali le še skromni ostanki.

## Zgodovina
Grad se prvič omenja leta 1282 kot "Eckenstein" skupaj z gradom Boštanjem in 1300 kot Herchintayn, leta 1334 kot grad vest ze Erkenstein. Gospostvo ali ozemlje je bilo del posesti grofice Heme Breže-Selške in po letu 1072 krška škofija. Na gradu so bili krški vazali vitezi Erkhenštajnski, in tudi gospodje Mirenski. Vsaj okoli 1282 do 1322 je bil v lasti grofov Vovrbrških. Od slednjih je grad in gospostvo prišlo leta 1381 v last Celjskih grofov in knezov, ki so ga imeli do izumrtja leta 1456. V listinah se leta 1428 in 1429 omenja kot celjski kastelan Mert pl. Črnomaljski. Grad in gospostvo so nato  Celjski 1436 dali v fevd Hermanu pl. Kozjaku.  Leta 1442 je grad delno uničil celjski vojskovodja Jan Vitovec in ko so ga obnovili so mu nadeli ime Novi Grad, kot se še danes po njem imenuje naselje. Leta 1451 ga je Neža pl. Kozjak, rojena Erckhenstein, kot celjski fevd prodala Petru pl. Obračanu. Leta 1535 so grad kupili pl. Altenhausi. Od 1614 je bi grad v posesti Andreja pl. Zetschkerja. Med leti 1616 in 1618 je bil lastnik Adam Valvasor, ki ga je spet prodal pl. Zetschkerjem. Leta 1635 so grad zavzeli, požgali in poškodovali uporni kmetje. Zetschkerji so ga potem obnovili, a ga nedolgo zatem tudi zapustili. Grad se je deloma sesul proti Savi. V 18. stoletju je bil hudo poškodovani grad opuščen.